# Ябланица (приток Южной Моравы)
Ябланица (серб. Јабланица/Jablanica, в верхнем и среднем течении — Медведжа (серб. Медвеђа)) — река в южной Сербии, левый приток Южной Моравы. Длина — 84,5 км (от слияния рек Туларска и Големобаньска). Площадь водосборного бассейна — 896 км², а средний расход в устье — 5 м³/сек. Наиболее важные притоки: Чокотинска река, Гайтанска река — слева; Шуманска река — справа.
В верхнем и среднем течении называется Медведжа, и только от деревни Шилово (участок длиной около 50 км) называется Ябланицой.

## Течение
Образуется слиянием рек Туларска и Големобаньска близ села Мачедонце, которые стекают со склонов гор Голяк (1073 м) и их отрогов. Впадает в Южную Мораву в Лесковачке долине (близ села Печеневце).
Реки-составляющие и сама Ябланица в верхнем течении (до города Лебане) текут по горной местности через ущелья и имеют большой уклон, и многочисленные пороги. Ниже города Лебане река входит в Лесковачку долину. Здесь река весьма извилиста, течёт в широкий и неглубокой долине, с небольшим уклоном.

## Водный режим
Ябланица несёт очень большое количество взвешенного материала. Ранее часто выходила из берегов (крупные наводнения происходили в 1986, 1976 (крупнейшее) и 1966 годах), и причиняла большой ущерб, затопляя пахотные земли и руша мосты. Иногда, наоборот, полностью пересыхала летом и зимой.

## Населённые пункты
- Медведжа
- Лебане